# Олений пруд (Измайлово)
Оле́ний (Ольня́ный, Льняно́й) пруд — один из водоёмов, расположенных в западной части территории Измайловского лесопарка. Расположен рядом с Главной Аллеей.
Водоём представляет собой посезонно пересыхающий небольшой пруд в форме параллелограмма, повёрнутого к северу-западу. Пруд обрамлён высокими склонами и холмами, на которых произрастают сосновые массивы.
Название водоём получил от расположенного ранее вокруг пруда Льняного двора, где работали псковские переселенцы, приехавшие по воле царя в Москву. (Олений — искаженное «ольняный»). В 1982 году это смогли доказать Г. П. Смолицкая и М. В. Горбаневский.

## История
- Пруд был вырыт в XVII веке, чтобы псковские переселенцы могли мочить лён в водоёме.
- Летом 1686 года юный император Пётр Великий прогуливался верхом по Измайловскому лесу вместе с Францем Тиммерманом и дошёл до амбаров Льняного двора, что на Оленьем пруду. Считается, что именно на Льняном дворе царь нашёл английский бот, что и послужило созданию русского флота.

«Случилось нам быть в Измайлове на Льняном дворе, и я, гуляя по амбарам, где лежали остатки вещей дому деда Никиты Ивановича Романова,… увидел судно иностранное, спросил Франца, что это за судно. Он сказал, что это бот английский…»
— Пётр Великий

## Описание водоёма
Береговая линия Оленьего пруда представлена высокими пологими холмами с небольшим уклоном. На верхней части склонов расположены сосновые массивы.
На восточном склоне расположена единственная официально разрешённая Администрацией Измайловского парка пикниковая точка, к которой ведут указатели, расположенные на западной территории Измайловского парка.
Зимой склоны Оленьего пруда оборудуются под горки и лыжные склоны. Здесь часто катаются сноубордисты-новички.